# Вандас
Вандас (Хангас, Еловый) — река в Мурманской области России. Протекает по территории городского округа Ковдорский район. Впадает в озеро Имандра.
Длина реки составляет 29 км. Площадь бассейна 227 км².
Берёт начало в озере Хангасозеро на высоте 249,9 м над уровнем моря. Протекает по лесной, местами болотистой местности. Порожиста. Проходит через озёра Медвежье, Еловое, Поперечная Ламбина, Дарье, Травяное и Осеннее. В верхнем течении носит название Хангас. От озера Еловое до Поперечной Ламбины на некоторых картах обозначается как Еловый. Впадает в губу Воундаслухт озера Имандра на высоте 127,5 м над уровнем моря. Населённых пунктов на реке нет. Через реку перекинут железнодорожный мост.

## Данные водного реестра
По данным государственного водного реестра России относится к Баренцево-Беломорскому бассейновому округу, водохозяйственный участок реки — река Нива включая озеро Имандра. Речной бассейн реки — бассейны рек Кольского полуострова и Карелии.
Код объекта в государственном водном реестре — 02020000312101000009687.